# 谢尔盖·阿列克谢耶维奇·赫里斯季安诺维奇
谢尔盖·阿列克谢耶维奇·赫里斯季安诺维奇（俄语：Серге́й Алексе́евич Христиано́вич，1908年11月9日（10月27日）—2000年4月28日）苏联的力学领域的科学家、科学院院士。